# Liga Środkowoeuropejska w piłce siatkowej mężczyzn (2020/2021)
Liga Środkowoeuropejska w piłce siatkowej mężczyzn 2020/2021 (albo Liga MEVZA 2020/2021) − 16. sezon ligi środkowoeuropejskiej w piłce siatkowej zorganizowany przez Middle European Volleyball Zonal Association (MEVZA). Zainaugurowany został 21 września 2020 roku.
W lidze środkowoeuropejskiej w sezonie 2020/2021 uczestniczyło 7 drużyn z trzech państw: Austrii, Chorwacji oraz Słowenii. Po raz pierwszy w rozgrywkach brał udział austriacki klub UVC Holding Graz.
Rozgrywki składały się z fazy zasadniczej oraz turnieju finałowego, w ramach którego rozegrano półfinały, mecz o 3. miejsce oraz finał. Turniej finałowy odbył się w dniach 27-28 lutego 2021 roku w miejskiej hali sportowej w Zwetll (Stadthalle Zwettl).
Mistrzowski tytuł po raz jedenasty zdobył klub ACH Volley Lublana, który w finale pokonał Merkur Maribor. Trzecie miejsce zajął Calcit Kamnik. MVP turnieju finałowego wybrany został Słoweniec Matej Kök.

## System rozgrywek
Rozgrywki w lidze środkowoeuropejskiej w sezonie 2020/2021 składają się z fazy zasadniczej oraz turnieju finałowego.

### Faza zasadnicza
W fazie zasadniczej uczestniczy 7 drużyn. Rozgrywają one między sobą po dwa spotkania systemem każdy z każdym – mecz u siebie i rewanż na wyjeździe. Do turnieju finałowego awans uzyskują trzy najlepsze drużyny oraz gospodarz. Jeżeli gospodarz zajął jedno z pierwszych trzech miejsc, awans do turnieju finałowego uzyskuje również czwarta drużyna w tabeli. Pozostałe zespoły kończą rozgrywki odpowiednio na miejscach 5-7.

### Turniej finałowy
Turniej finałowy składa się z półfinałów, meczu o 3. miejsce i finału.
Pary półfinałowe tworzone są na podstawie miejsc zajętych przez poszczególne drużyny w tabeli fazy zasadniczej zgodnie z kluczem:
- pierwsza para półfinałowa: 1–4;
- druga para półfinałowa: 2–3.

Przegrani w parach półfinałowych rozgrywają między sobą mecz o 3. miejsce, natomiast wygrani – mecz finałowy o mistrzostwo.

## Drużyny uczestniczące
| | MEVZA League 2020/2021       |   |
| --- | ---------------------------- | - |
| LBL | ACH Volley Lublana           | 1 |
| MLA | HAOK Mladost Zagrzeb         | 2 |
| WAL | Union Raiffeisen Waldviertel | 3 |
| CLC | Calcit Kamnik                | 4 |
| AIC | SK Zadruga Aich/Dob          | 5 |
| MRB | Merkur Maribor               | 7 |
| GRA | UVC Holding Graz             | — |
| Oznaczenia: - kolumna pierwsza – skróty nazw drużyn wpisane na mapie (jeśli ta została zamieszczona), - kolumna trzecia – miejsce zajęte przez daną drużynę w poprzednim sezonie. |                              |   |

## Faza zasadnicza

### Tabela wyników
| Gospodarz \ Gość1            | LBL | MLA | WAL | CLC | AIC | MRB | GRA |
| ---------------------------- | --- | --- | --- | --- | --- | --- | --- |
| ACH Volley Lublana           | -   | 3:0 | 3:0 | 3:1 | 3:0 | 3:1 | 3:0 |
| HAOK Mladost Zagrzeb         | 3:2 | -   | 1:3 | 1:3 | 3:0 | 0:3 | 3:2 |
| Union Raiffeisen Waldviertel | 1:3 | 3:0 | -   | 2:3 | 1:3 | 0:3 | 3:1 |
| Calcit Kamnik                | 0:3 | 3:0 | 2:3 | -   | 3:1 | 3:2 | 3:0 |
| SK Zadruga Aich/Dob          | 3:1 | 3:0 | 1:3 | 0:3 | -   | 3:0 | 3:0 |
| Merkur Maribor               | 3:1 | 3:1 | 3:1 | 2:3 | 3:1 | -   | 3:1 |
| UVC Holding Graz             | 0:3 | 3:1 | 2:3 | 1:3 | 0:3 | 1:3 | -   |

Źródło: MEVZA (ang.) / MEVZA – Data Project (ang.)
1 Drużyna gospodarzy jest wymieniona po lewej stronie tabeli.
Kolory:
  zwycięstwo gospodarzy 3:0 lub 3:1
  zwycięstwo gospodarzy 3:2
  zwycięstwo gości 3:0 lub 3:1
  zwycięstwo gości 3:2

### Terminarz i wyniki spotkań
| Data        | Godz. | Gospodarz                    | Rezultat                                | Gość                         | Widzów |
| ----------- | ----- | ---------------------------- | --------------------------------------- | ---------------------------- | ------ |
| 1. KOLEJKA  |       |                              |                                         |                              |        |
| 17.10.2020  | 20:30 | ACH Volley Lublana           | 3:1 (25:20, 18:25, 25:23, 27:25)        | Calcit Kamnik                | 0      |
| 17.10.2020  | 19:00 | SK Zadruga Aich/Dob          | 1:3 (25:17, 23:25, 17:25, 21:25)        | Union Raiffeisen Waldviertel | 156    |
| 17.10.2020  | 20:00 | UVC Holding Graz             | 1:3 (24:26, 21:25, 25:23, 18:25)        | Merkur Maribor               | 387    |
| 2. KOLEJKA  |       |                              |                                         |                              |        |
| 20.01.2021  | 19:30 | Merkur Maribor               | 3:1 (23:25, 25:23, 25:18, 25:15)        | HAOK Mladost Zagrzeb         | 0      |
| 24.10.2020  | 19:00 | SK Zadruga Aich/Dob          | 3:0 (25:22, 25:17, 25:19)               | UVC Holding Graz             | 147    |
| 14.10.2020  | 20:00 | ACH Volley Lublana           | 3:0 (25:15, 25:16, 25:21)               | Union Raiffeisen Waldviertel | 42     |
| 3. KOLEJKA  |       |                              |                                         |                              |        |
| 20.12.2020  | 17:00 | Union Raiffeisen Waldviertel | 2:3 (25:18, 13:25, 25:23, 20:25, 6:15)  | Calcit Kamnik                | 0      |
| 15.12.2020  | 19:00 | UVC Holding Graz             | 0:3 (18:25, 23:25, 20:25)               | ACH Volley Lublana           | 0      |
| 29.10.2020  | 19:00 | HAOK Mladost Zagrzeb         | 3:0 (25:17, 25:17, 25:16)               | SK Zadruga Aich/Dob          | 0      |
| 4. KOLEJKA  |       |                              |                                         |                              |        |
| 18.12.2020  | 18:00 | Calcit Kamnik                | 3:2 (22:25, 25:21, 23:25, 25:19, 15:12) | Merkur Maribor               | 0      |
| 23.02.2021  | 18:00 | ACH Volley Lublana           | 3:0 (25:16, 25:11, 25:21)               | HAOK Mladost Zagrzeb         | 0      |
| 07.11.2020  | 19:00 | Union Raiffeisen Waldviertel | 3:1 (25:16, 25:21, 24:26, 25:23)        | UVC Holding Graz             | 0      |
| 5. KOLEJKA  |       |                              |                                         |                              |        |
| 13.01.2021  | 19:00 | UVC Holding Graz             | 1:3 (25:15, 20:25, 15:25, 14:25)        | Calcit Kamnik                | 0      |
| 30.01.2021  | 17:00 | HAOK Mladost Zagrzeb         | 1:3 (21:25, 25:21, 21:25, 22:25)        | Union Raiffeisen Waldviertel | 0      |
| 13.11.2020  | 19:00 | Merkur Maribor               | 3:1 (25:18, 25:22, 17:25, 26:24)        | SK Zadruga Aich/Dob          | 0      |
| 6. KOLEJKA  |       |                              |                                         |                              |        |
| 22.11.2020  | 19:00 | Calcit Kamnik                | 3:1 (25:23, 25:20, 23:25, 25:22)        | SK Zadruga Aich/Dob          | 0      |
| 21.09.2020  | 18:30 | ACH Volley Lublana           | 3:1 (21:25, 25:23, 25:23, 25:21)        | Merkur Maribor               | 100    |
| 09.02.2021  | 18:00 | UVC Holding Graz             | 3:1 (20:25, 26:24, 26:24, 25:20)        | HAOK Mladost Zagrzeb         | 0      |
| 7. KOLEJKA  |       |                              |                                         |                              |        |
| 27.01.2021  | 19:00 | HAOK Mladost Zagrzeb         | 1:3 (19:25, 25:20, 26:28, 18:25)        | Calcit Kamnik                | 0      |
| 10.10.2020  | 19:00 | Union Raiffeisen Waldviertel | 0:3 (19:25, 23:25, 23:25)               | Merkur Maribor               | 0      |
| 27.11.2020  | 19:00 | SK Zadruga Aich/Dob          | 3:1 (17:25, 25:20, 25:17, 25:22)        | ACH Volley Lublana           | 0      |
| 8. KOLEJKA  |       |                              |                                         |                              |        |
| 05.12.2020  | 19:00 | Calcit Kamnik                | 0:3 (25:27, 21:25, 25:27)               | ACH Volley Lublana           | 0      |
| 05.12.2020  | 19:00 | Union Raiffeisen Waldviertel | 1:3 (25:19, 20:25, 20:25, 21:25)        | SK Zadruga Aich/Dob          | 0      |
| 02.12.2020  | 19:00 | Merkur Maribor               | 3:1 (25:22, 25:18, 21:25, 25:17)        | UVC Holding Graz             | 0      |
| 9. KOLEJKA  |       |                              |                                         |                              |        |
| 21.10.2020  | 19:00 | HAOK Mladost Zagrzeb         | 0:3 (21:25, 21:25, 22:25)               | Merkur Maribor               | 0      |
| 11.12.2020  | 19:30 | UVC Holding Graz             | 0:3 (23:25, 22:25, 18:25)               | SK Zadruga Aich/Dob          | 0      |
| 13.01.2021  | 19:00 | Union Raiffeisen Waldviertel | 1:3 (19:25, 18:25, 25:23, 21:25)        | ACH Volley Lublana           | 0      |
| 10. KOLEJKA |       |                              |                                         |                              |        |
| 16.12.2020  | 20:00 | Calcit Kamnik                | 2:3 (23:25, 25:18, 21:25, 25:15, 12:15) | Union Raiffeisen Waldviertel | 0      |
| 27.09.2020  | 17:00 | ACH Volley Lublana           | 3:0 (25:14, 25:23, 27:25)               | UVC Holding Graz             | 85     |
| 21.01.2021  | 19:00 | SK Zadruga Aich/Dob          | 3:0 (25:21, 25:17, 25:17)               | HAOK Mladost Zagrzeb         | 0      |
| 11. KOLEJKA |       |                              |                                         |                              |        |
| 26.09.2020  | 18:00 | Merkur Maribor               | 2:3 (18:25, 18:25, 30:28, 25:23, 11:15) | Calcit Kamnik                | 260    |
| 24.02.2021  | 17:00 | HAOK Mladost Zagrzeb         | 3:2 (25:21, 22:25, 25:22, 15:25, 16:14) | ACH Volley Lublana           | 0      |
| 23.01.2021  | 19:00 | UVC Holding Graz             | 2:3 (25:23, 25:22, 17:25, 18:25, 8:15)  | Union Raiffeisen Waldviertel | 0      |
| 12. KOLEJKA |       |                              |                                         |                              |        |
| 03.02.2021  | 20:00 | Calcit Kamnik                | 3:0 (25:18, 25:19, 25:23)               | UVC Holding Graz             | 0      |
| 11.02.2021  | 19:00 | Union Raiffeisen Waldviertel | 3:0 (25:20, 34:32, 25:21)               | HAOK Mladost Zagrzeb         | 0      |
| 30.01.2021  | 19:00 | SK Zadruga Aich/Dob          | 3:0 (25:19, 25:22, 25:21)               | Merkur Maribor               | 0      |
| 13. KOLEJKA |       |                              |                                         |                              |        |
| 07.02.2021  | 18:00 | SK Zadruga Aich/Dob          | 0:3 (19:25, 21:25, 21:25)               | Calcit Kamnik                | 0      |
| 23.12.2020  | 17:30 | Merkur Maribor               | 3:1 (25:21, 25:16, 16:25, 26:24)        | ACH Volley Lublana           | 0      |
| 06.02.2021  | 17:00 | HAOK Mladost Zagrzeb         | 3:2 (25:21, 27:29, 25:22, 23:25, 15:7)  | UVC Holding Graz             | 0      |
| 14. KOLEJKA |       |                              |                                         |                              |        |
| 10.02.2021  | 20:00 | Calcit Kamnik                | 3:0 (25:17, 25:19, 25:11)               | HAOK Mladost Zagrzeb         | 0      |
| 09.01.2021  | 18:00 | Merkur Maribor               | 3:1 (22:25, 25:17, 25:18, 25:19)        | Union Raiffeisen Waldviertel | 0      |
| 18.02.2021  | 19:00 | ACH Volley Lublana           | 3:0 (25:20, 25:22, 25:20)               | SK Zadruga Aich/Dob          | 0      |

### Tabela
| Lp. | Drużyna                      | Mecze | Mecze | Mecze | Pkt | Rodzaj wyniku | Rodzaj wyniku | Rodzaj wyniku | Rodzaj wyniku | Rodzaj wyniku | Rodzaj wyniku | Sety | Sety | Sety  | Małe punkty | Małe punkty | Małe punkty |
| Lp. | Drużyna                      | M     | W     | P     | Pkt | 3:0           | 3:1           | 3:2           | 2:3           | 1:3           | 0:3           | wyg. | prz. | stos. | zdob.       | str.        | stos.       |
| --- | ---------------------------- | ----- | ----- | ----- | --- | ------------- | ------------- | ------------- | ------------- | ------------- | ------------- | ---- | ---- | ----- | ----------- | ----------- | ----------- |
| 1   | ACH Volley Lublana           | 12    | 9     | 3     | 28  | 6             | 3             | 0             | 1             | 2             | 0             | 31   | 12   | 2.58  | 1022        | 911         | 1.12        |
| 2   | Calcit Kamnik                | 12    | 9     | 3     | 25  | 3             | 3             | 3             | 1             | 1             | 1             | 30   | 18   | 1.67  | 1113        | 985         | 1.13        |
| 3   | Merkur Maribor               | 12    | 8     | 4     | 26  | 2             | 6             | 0             | 2             | 1             | 1             | 29   | 18   | 1.61  | 1083        | 1031        | 1.05        |
| 4   | SK Zadruga Aich/Dob          | 12    | 6     | 6     | 18  | 4             | 2             | 0             | 0             | 3             | 3             | 21   | 20   | 1.05  | 924         | 916         | 1.01        |
| 5   | Union Raiffeisen Waldviertel | 12    | 6     | 6     | 17  | 1             | 3             | 2             | 1             | 3             | 2             | 23   | 25   | 0.92  | 1033        | 1078        | 0.96        |
| 6   | HAOK Mladost Zagrzeb         | 12    | 3     | 9     | 7   | 1             | 0             | 2             | 0             | 4             | 5             | 13   | 31   | 0.42  | 931         | 1034        | 0.9         |
| 7   | UVC Holding Graz             | 12    | 1     | 11    | 5   | 0             | 1             | 0             | 2             | 4             | 5             | 11   | 34   | 0.32  | 928         | 1079        | 0.86        |

Źródło: MEVZA (ang.) / MEVZA – Data Project (ang.)
Punktacja: 3:0 i 3:1 – 3 pkt; 3:2 – 2 pkt; 2:3 – 1 pkt; 1:3 i 0:3 – 0 pkt
Zasady ustalania kolejności: 1. liczba zwycięstw; 2. liczba punktów; 3. stosunek setów; 4. stosunek małych punktów; 5. bilans w bezpośrednich meczach
     awans do turnieju finałowego
     gospodarz turnieju finałowego

## Turniej finałowy

### Drabinka
|  | Półfinały | Półfinały                    | Półfinały |  |  | Finał             | Finał                        | Finał             |
|  |           |                              |           |  |  |                   |                              |                   |
|  | 1         | ACH Volley Lublana           | 3         |  |  |                   |                              |                   |
|  | 4         | Union Raiffeisen Waldviertel | 0         |  |  |                   |                              |                   |
|  |           |                              |           |  |  | 1                 | ACH Volley Lublana           | 3                 |
|  |           |                              |           |  |  | 3                 | Merkur Maribor               | 1                 |
|  | 2         | Calcit Kamnik                | 2         |  |  |                   |                              |                   |
|  | 3         | Merkur Maribor               | 3         |  |  | Mecz o 3. miejsce | Mecz o 3. miejsce            | Mecz o 3. miejsce |
|  |           |                              |           |  |  |                   |                              |                   |
|  |           |                              |           |  |  | 2                 | Calcit Kamnik                | 3                 |
|  |           |                              |           |  |  | 4                 | Union Raiffeisen Waldviertel | 1                 |

### Półfinały
| 27.02.2021 17:00 (UTC+1) | Calcit Kamnik | 2:3 (22:25, 26:28, 25:15, 25:22, 13:15) | Merkur Maribor | Stadthalle Zwettl, Zwettl Widzów: 0 Sędziowie: László Adler i Igor Schimpl |

| 27.02.2021 20:00 (UTC+1) | ACH Volley Lublana | 3:0 (25:17, 25:16, 25:13) | Union Raiffeisen Waldviertel | Stadthalle Zwettl, Zwettl Widzów: 0 Sędziowie: René Činátl i Igor Porvazník |

### Mecz o 3. miejsce
| 28.02.2021 17:00 (UTC+1) | Union Raiffeisen Waldviertel | 1:3 (25:23, 21:25, 17:25, 19:25) | Calcit Kamnik | Stadthalle Zwettl, Zwettl Widzów: 0 Sędziowie: Igor Schimpl i René Činátl MVP: Daan Streutker / Jan Klobučar |

### Finał
| 28.02.2021 20:00 (UTC+1) | ACH Volley Lublana | 3:1 (23:25, 25:18, 29:27, 25:18) | Merkur Maribor | Stadthalle Zwettl, Zwettl Widzów: 0 Sędziowie: Igor Porvazník i László Adler MVP: Matej Kök / Rok Možič |

### Nagrody indywidualne
| Nagroda                | Siatkarz                                    |
| ---------------------- | ------------------------------------------- |
| MVP                    | Matej Kök (ACH Volley Lublana)              |
| Najlepszy rozgrywający | Gregor Ropret (ACH Volley Lublana)          |
| Najlepsi przyjmujący   | Martin Licek (Union Raiffeisen Waldviertel) |
| Najlepsi przyjmujący   | Rok Možič (Merkur Maribor)                  |
| Najlepsi środkowi      | Amir Hossein Toukhteh (ACH Volley Lublana)  |
| Najlepsi środkowi      | Filip Uremovič (Merkur Maribor)             |
| Najlepszy atakujący    | Božidar Vučićević (ACH Volley Lublana)      |
| Najlepszy libero       | Kyle Dagostino (ACH Volley Lublana)         |

## Klasyfikacja końcowa
| Lp.     | Drużyna                      |
| ------- | ---------------------------- |
| 1.      | ACH Volley Lublana           |
| 2.      | Merkur Maribor               |
| 3.      | Calcit Kamnik                |
| 4.      | Union Raiffeisen Waldviertel |
| 5.      | SK Zadruga Aich/Dob          |
| 6.      | HAOK Mladost Zagrzeb         |
| 7.      | UVC Holding Graz             |
| Źródło: |                              |